# فیزیک پستان

فیزیک اغراق‌آمیز سینهٔ چون لی (سمت راست) در بازی مبارز خیابانی ۵

فیزیک پستان یا فیزیک جیگِل (جنبش) یا فیزیک سینه انسان شاخه‌ای است از دینامیک نرم-بدن ☃☃ و در بازی‌های ویدیویی و سینما، ویژگی‌ای است که باعث می‌شود سینه‌ شخصیت‌های زن هنگام حرکت (گاهی حتی به صورت اغراق‌آمیز یا غیرطبیعی) تاب بخورد و جنب و جوش داشته باشد.

## تاریخچه

مای شیرانوی یکی از محبوبترین شخصیت‌های بازی‌های مبارزه‌ای که به عنوان اولین بازنمایی قابل توجه از فناوری فیزیک سینه معروف است. نمونه ای از افکت معروف جنبیدن سینهٔ مای که در سال ۲۰۱۰ در The King of Fighters XIII مشاهده شده. (حالت ایستادن او بر اساس اولین حضورش در سری Fatal Fury طراحی شده است)

اولین بازی ویدیویی که فیزیک سینه در آن استفاده شده بود، بازی مبارزه ای خشم مرگبار Fatal Fury 2 ۱۹۹۲ بود که مبارز مؤنثی با نام مای شیرانوی را به نمایش می‌گذاشت که سینه‌هایش به طرز قابل توجهی لرزش و جنب و جوش داشت. فیزیک برجستهٔ سینه از آن زمان به عنوان یکی از ویژگی‌های اصلی بسیاری از بازی‌های مبارزه‌ای باقی مانده است، شاید تا حدی به این دلیل است که از آنجا که این بازی‌ها دارای مدل‌های شخصیتی کمتری نسبت به سایر بازی‌ها هستند، بنابراین طراحان می‌توانند زمان بیشتری را صرف جزئیات حرکتی شخصیت‌های خود کنند.
به‌عنوان مثال فیزیک «انفعالی» حرکات رزمی و فیزیک سینهٔ شخصیت‌های زن بازی، در سری بازی‌های مرده یا زنده Dead or Alive (۱۹۹۶ تاکنون)، با هم عجین شده است. در واقع اصطلاح فیزیک سینه توسط توسعه دهنده این بازی یعنی تیم نینجا ایجاد شده است.
گاهی، این جنبه از بازی‌های مبارزه ای توجه خاصی را به خود جلب کرده است، مانند زمانی که در بازی مبارز خیابانی ۵ Street Fighter V در سال ۲۰۱۶، سینهٔ کاراکتر مبارز چون لی مانند بادکنک‌های بزرگ پر از آب حرکت می‌کرد و او به عنوان شخصیت بازیکن دوم در صفحه گزینش، انتخاب شد. اگرچه این رفتار حتی قبل از انتشار بازی مورد توجه رسانه‌ها قرار گرفت، اما در نسخه منتشر شدهٔ بازی همچنان وجود داشت. ناشر بازی کپ‌کام Capcom آن را به یک اشکال نرم‌افزاری (باگ) نسبت داد و بعدها توسط یک رایانش (پچ) آن را حذف کرد.

### واکنش‌ها
در واکنش به رواج یافتن پستان بزرگ و پر و پیمان در بازی‌های ویدیویی، جن فرانک نویسنده بازی‌ها در سال ۲۰۱۳ نهضتی با نام "وضع بغرنج پستان" (بوب جم boob jam) را بنیان گذاشت، هدف از این ابتکار، خلق بازی‌هایی بود که به ویژگی‌های دیگر پستان زنانه خارج از جذابیت جنسی آن، بپردازند.